# راديو دال للأطفال
راديو دال للأطفال كانت أول إذاعة عربية للأطفال تحتوي على برامج للأطفال وأناشيد ومسلسلات وغيرها ضمن باقة قنوات المجد الفضائية. انطلق بثها التجريبي في 1 رمضان 1423 هـ، ثم أصبحت من فترة إلى قناة اذاعية موازية لقناة المجد للأطفال في تاريخ 1426/12/1 هـ بالتزامن مع الافتتاح التجريبي  الإخبارية (المجد الاخبارية)
أما عن بثها الرسمي فقد انطلقت في يوم الأثنين 1427/07/13 هـ وفي نفس الوقت توفر الإذاعة المرئية أمور تشد المشاهدين إلى متابعتها كشريط الرسائل والنغمات الإسلامية وغيرها. وكانت مشفرة عبر جهاز استقبال المجد عبر القمر عربسات 2B على التردد 12661 من عام 1427 هـ - 1431 هـ  والآن أصبحت مفتوحة على عربسات بدر 6 على التردد 12475 من عام 1432 هـ 

## برامج راديو دال للأطفال
تتميز القناة بمجموعة من المسلسلات الصوتية الرائعة المعدة خصيصا لها.. والإذاعة تمتاز بخلوها من المخالفات الشرعية والمؤثرات الموسيقية ومن ضمن المسلسلات:
1. المكتشفون
2. ماجد وجواد
3. أبطال المعلومات
4. اختراعات
5. ابطال المغامرات
6. الكابتن قاسم
7. محكمة الغابة
8. مفقود في الفضاء
9. اداب واخلاق: مسلسل اذاعي تبدأ بمشهد ثم حديث نبوي كالاعتماد على النفس وبر الوالدين وكثرة الحلف بالله وغيرها
10. فأر في المدينة
11. هاني مع أخلص التهاني
12. من حكايات الشعوب
13. أحلام عاصم ودعاء
14. انتر يا سمسم: مع علي بابا والحمار وكومباوي في كل حلقة موقع يتعلق بموضوع الحلقة
15. الف باء

البرامج المسجلة والمباشرة: تميزت راديو دال ببرامجها الشيقة ومنها:-
1. اضحك مع الأطفال: برنامج يتم طرح سؤال على الأطفال ويجاوبون بإجابات مضحكة
2. مع الأصدقاء (مباشر من الرياض)
3. تلاوات
4. جيل القرآن
5. الرياحين
6. من هو: معلومات عن صحابة رسول الله -صل الله عليه وسلم- على مدار 30 حلقة
7. أيات شاهدة (مباشر من الرياض)
8. الطريق إلى مكة: مسابقة ثقافية..... اسئلة  الذي سيخطو المتسابقــ/ــة للحصول على جوائز البرنامج
9. بستان الطفولة: مجلة متنوعة مختصة للطفل
10. سؤال طبيب (مباشر من الرياض): لقاء مع أطباء مختصين في مجالات طبية على مدار ساعتين.
11. لقاء الاصدقاء
12. رياض الصالحين: تبدأ كل حلقة بحديث نبوي ثم تبدأ المشهد متعلق بالحديث النبوي
13. مع الصديقات (مباشر من الرياض)
14. العم نعنع

- ولا ننسى ان راديو دال خطت خطوة لبث برامج لكل الإسرة ما دام ان الراديو تخص الأطفال:
1. على ذوقك (مباشر من الرياض): برنامج جاء لتلبية طلباتكم خصوصا في الأشرطة الإنشادية.
2. هواء المبدعين (مباشر من الرياض) يستضيفون في يوم الخميس من كل أسبوع منشدا أو مقدما أو ممثلا أو حتى شاعر معروف لدى الجميع يتم طرح اسئلة إلى الضيف والجمهور يسئلون الضيف من خلال جوال البرنامج وتم بث البرنامج في الدورة البرامجية لشهر شوال عام 1428 هـ

الفواصل:
قدمت الإذاعة فواصل احاديث رسول الله محمد، وتبث بين الفينة والأخرى وفواصل التلاوات العطرة بأصوات ندية من الأطفال وتبث مع بداية البث المباشر للبرامج.
الأناشيد:
تمتلك الإذاعة حقوق البث لأكبر مجموعة من أناشيد الأطفال في المملكة العربية السعودية التي تعالج بالكلمة واللحن والأداء معظم جوانب الحياة للطفل  المسلم.
وبهذا التنوع الغزير تشكلت ملامح راديو دال للأطفال التي كانت تبث على مدار 24 ساعة يوميا

## إغلاق الإذاعة
في يوم 1440/5/19هـ، تحول «راديو دال للأطفال» إلى قناة تلفزيونية، وغير اسمه إلى «قناة دال»، وتحول من إذاعة تستهدف الأطفال إلى قناة متخصصة في بث برامج تلفزيون الواقع المباشرة، مع إطلاق البرنامج الواقعي والمسابقة المباشرة «همثون».
وفي 4\9\1440 هـ عادت الإذاعة وعاد اسمه إلى راديو دال.
وفي 10/28 1443 هـ تحول راديو دال للأطفال إلى قناة المجد زمان
وعاد راديو دال للأطفال بعد انتهاء موسم المجد زمان